# Wormhout

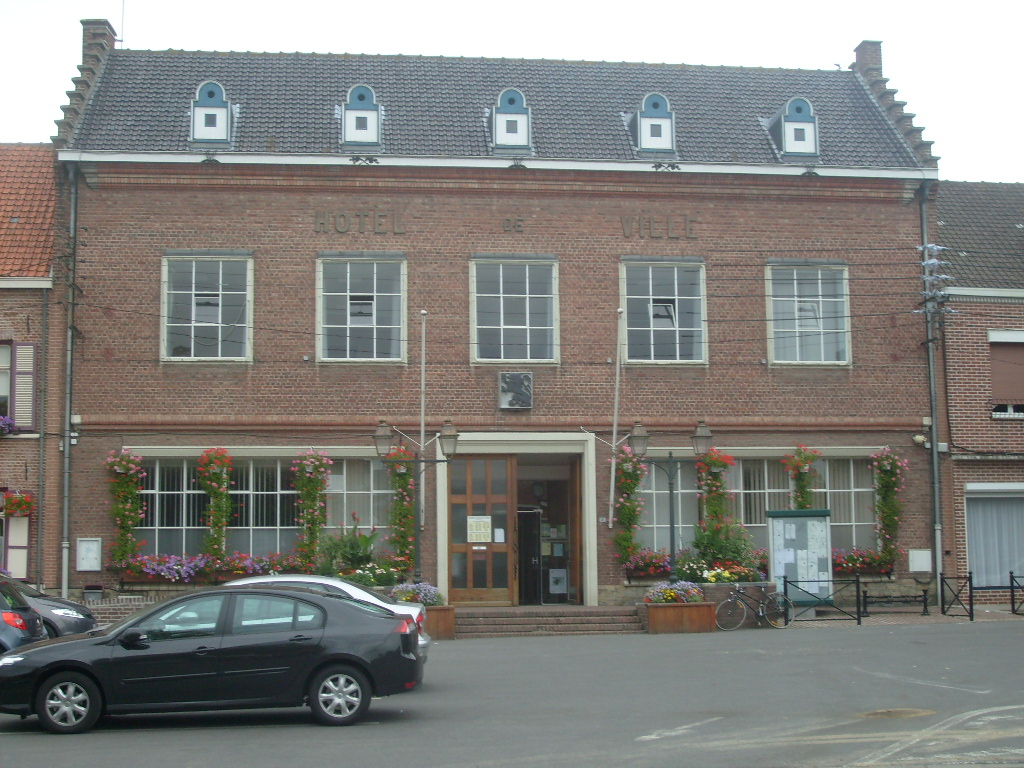
Radnice

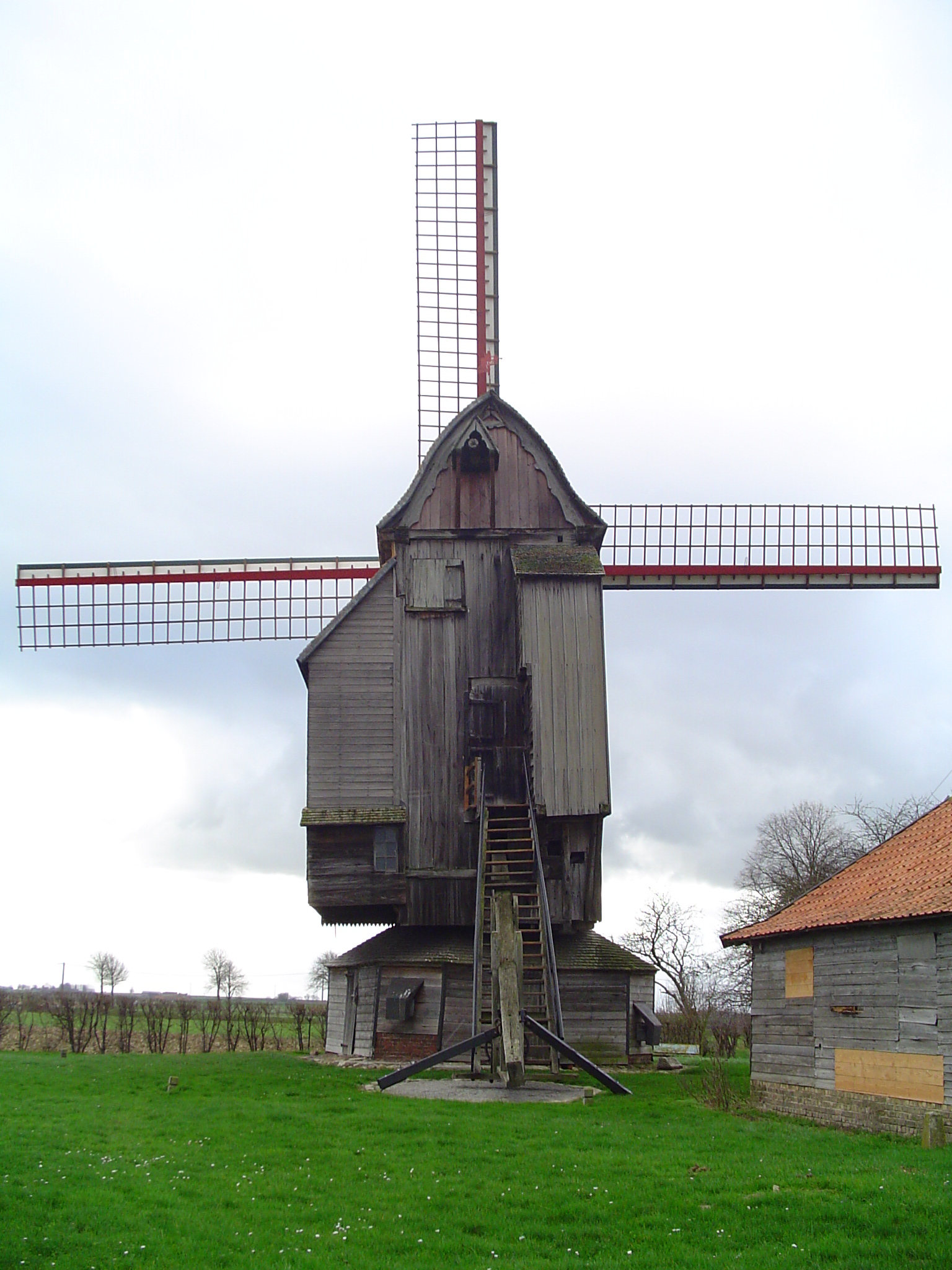
Větrný mlýn ve Womrhoutu

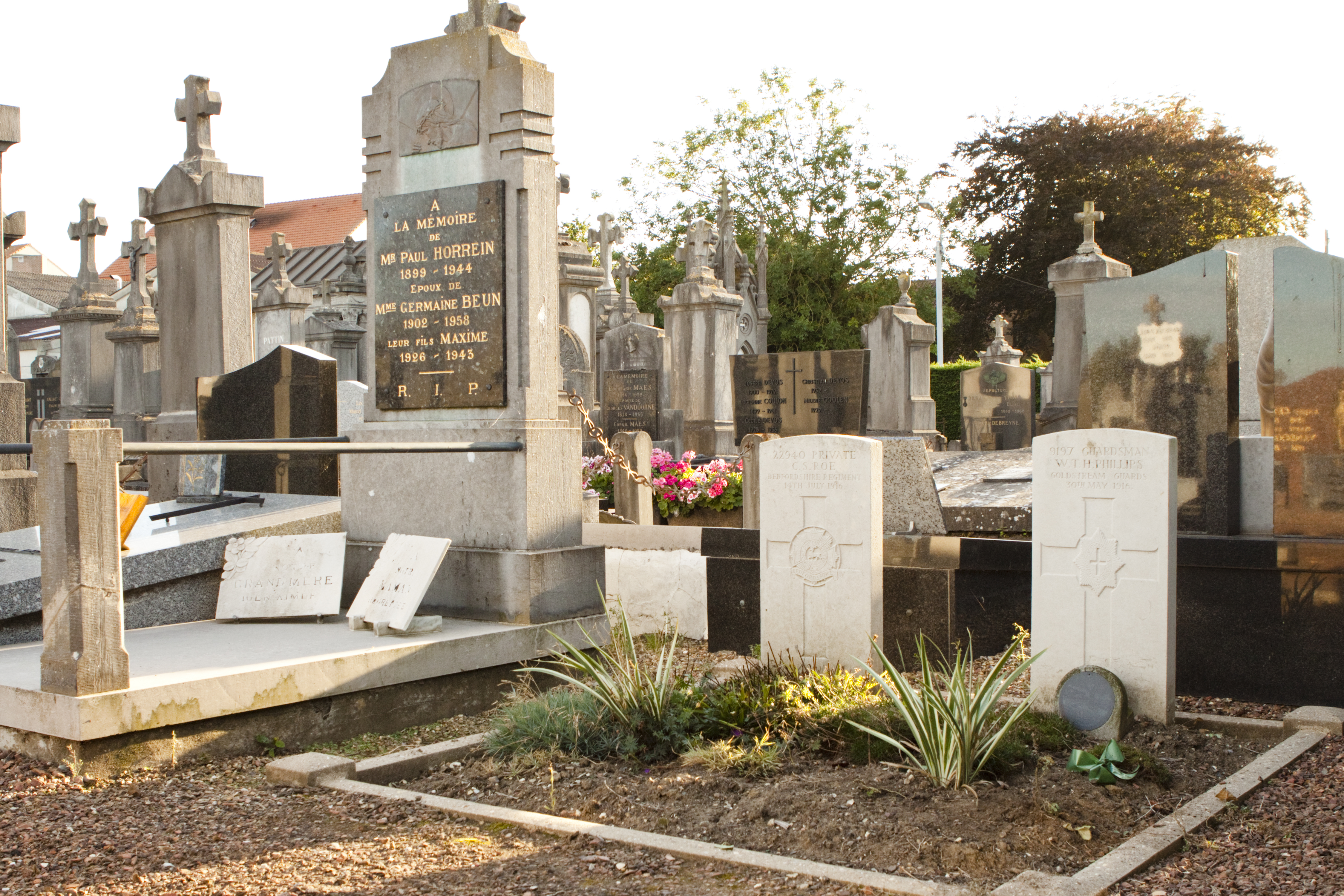
Civilní a dva hroby z první světové války na obecním hřbitově Wormhout

Wormhout (francouzská výslovnost: [wɔʁmut]; před rokem 1975: Wormhoudt; západovlámsky: Wormout) je obec v departementu Nord v severní Francii. I když francouzsky mluvící lidé tvoří většinu, a to kvůli staletí francouzského politického a kulturního vlivu, několik lidí ve Wormhoutu stále mluví západovlámsky, místním dialektem nizozemštiny a tradičním jazykem této oblasti.
Jméno města je germánského původu a znamená „pelyněk“.
Mezi sousední města a vesnice patří Ledringhem na jihozápadě, oddělený řekou Peene Becque, a Esquelbecq.

## Populace
| Rok  | Pop.  | ± %      |
| ---- | ----- | -------- |
| 1968 | 3 004 | —        |
| 1975 | 4 332 | + 5,37 % |
| 1982 | 5 133 | + 2,45 % |
| 1990 | 5 057 | − 0,19 % |
| 1999 | 4 984 | − 0,16 % |
| 2007 | 5 223 | + 0,59 % |
| 2012 | 5 388 | + 0,62 % |
| 2017 | 5 632 | + 0,89 % |

Zdroj:

## Heraldika
|  | Blason erbu Wormhoutu: Zlatý podklad, černý lev ve skoku s červenou zbrojí. („Flandry“ a obce Thourotte, Crépy-en-Valois, Bollezeele, Feignies a Flines-lez-Raches používají stejný erb.) |

## Památky
- Starý větrný mlýn
- Muzeum Jeanne Devosové
- Obecní hřbitov Wormhout

## Vzdělávání
Wormhout má řadu škol poskytujících vzdělávací struktury pro všechny žáky v okolí města: école du bocage, école Roger Salengro, école Saint-Joseph, collège du Houtland, école Jean Moulin, collège Notre-Dame a lycée de l'Yser.

## Partnerská města
Wormhout je partnerkým městem letoviska Llandudno v Conwy ve Walesu.